# Blackbeard's Ghost
Blackbeard's Ghost (Brasil: O Fantasma do Barba Negra) é um filme estadunidense de 1968, dos gêneros comédia, aventura e fantasia, dirigido por Robert Stevenson. O roteiro foi baseado na novela homônima de Ben Stahl e as filmagens foram nos Estúdios Disney em Burbank (Califórnia). 

## Elenco
- Peter Ustinov....Capitão Barba Negra
- Dean Jones.... Steve Walker
- Suzanne Pleshette....Jo Anne Baker
- Elsa Lanchester....Emily Stowecroft
- Joby Baker....Silky Seymour
- Elliott Reid....comentarista da TV
- Richard Deacon....Dean Wheaton
- Betty Bronson .... Velha senhora

## Sinopse
Steve Walker chega à ilha de Godolphin, Carolina do Norte, para assumir o cargo de treinador da equipe de atletismo da universidade local. À noite ele participa de uma feira e de um leilão de caridade na estalagem Blackbeard's Inn, um prédio antigo construído com várias partes de navios que afundaram nas proximidades do local, supostamente por ataques do pirata Barba Negra. A estalagem pertence a várias velhas senhoras descendentes do pirata e os eventos são para arrecadação de fundos para pagar a hipoteca. Durante os eventos Steve ganha a simpatia da professora Jo Anne e é ameaçado pelo gângster Silky Seymour, que quer construir um cassino no local. Quando se preparava para dormir, Steve recita um encantamento antigo que estava no papel escondido em uma peça que adquirira no leilão. E o fantasma de Barba Negra surge no quarto. 
Barba Negra conta que fora amaldiçoado há duzentos anos por uma de suas esposas que era uma bruxa. E a única forma de se livrar da maldição é praticar boas ações. Então Barba Negra resolve ajudar as velhas senhoras a salvarem a estalagem, apostando o dinheiro delas sem que saibam na vitória da fraca equipe de atletismo treinada por Steve.

## Quadrinhos
Como era comum nas produções Disney, o filme foi adaptado para os quadrinhos com desenhos de Dick Shaw. No Brasil, a aventura foi publicada na revista Almanaque do Tio Patinhas, número 41 de dezembro de 1968.